# جوناتان باکینی
جوناتان باکینی (به ایتالیایی: Jonathan Bachini) بازیکن فوتبال و مدافع اهل ایتالیا است که از سال ۱۹۹۸ میلادی عضو تیم ملی فوتبال ایتالیا بوده و در ۱ بازی ملی حضور داشته‌است. او در بازی‌های ملی‌اش گلی به ثمر نرساند.
جاناتان باکینی آخرین بازی ملی خود را در سال ۱۹۹۸ میلادی انجام داد.